# Pacae (Piura)
Pacae es una localidad peruana ubicada en el distrito de Ayabaca, perteneciente a la provincia homónima del departamento de Piura, al norte del Perú. 

## Ubicación
Pacae se ubica al centro de la provincia de Ayabaca, en el distrito de Ayabaca, en el departamento de Piura.

## Demografía
En 2017 Pacae tenía una población de 24 habitantes.
| Gráfica de evolución demográfica de Pacae entre 1993 y 2017 |
|                                                             |
| Fuentes: Población 1993 (junto con Pacay Alto) y 2017       |